# Алфреду Каштру
Алфре́ду да Сі́лва Ка́штру (порт. Alfredo da Silva Castro; народився 5 жовтня 1962; Віла-ду-Конде, Португалія) — колишній португальський футболіст, воротар. Захищав кольори національної збірної Португалії, у складі якої брав участь у Чемпіонаті Європи 1996 р. Виступав у себе на батьківщині у клубах «Ріу Аве» та «Боавішта».

## Клубна кар'єра
Алфреду народився на невеликому містечку Віла-ду-Конде, де почав займатись футболом у місцевому клубі «Ріу Аве». Після того як юнак виріс до рівня першої команди, на нього звернули увагу скаути «Боавішти» та підписали молодого голкіпера. Починаючи з сезону 1983-1984 Алфреду Каштру захищає кольори клубу аж до 1998, в ньому він і вирішує закінчити свою кар'єру гравця.

## Національна збірна Португалії
Алфреду захищав кольори національної збірної Португалії з 1994 по 1996 рр. Загалом за збірну провів 3 поєдинки.

## Досягнення
- Володар Суперкубка Португалії (2):

«Боавішта»:  1992, 1997
- Володар Кубка Португалії (2):

«Боавішта»:  1991–92, 1996–97

## Статистика
Дані станом на 28 березня 2009 р.
| Сезон   | Клуб       | Країна     | Ліга        | Матчі | Хвилини | Голи | Передачі |   |   |
| ------- | ---------- | ---------- | ----------- | ----- | ------- | ---- | -------- | - | - |
| 1981–82 | «Ріу Аве»  | Португалія | Ліга Сагреш | 0     | —       | 0    | —        | — | — |
| 1982–83 | «Ріу Аве»  | Португалія | Ліга Сагреш | 25    | —       | 0    | —        | — | — |
| 1983–84 | «Ріу Аве»  | Португалія | Ліга Сагреш | 29    | —       | 0    | —        | — | — |
| 1984–85 | «Боавішта» | Португалія | Ліга Сагреш | 27    | —       | 0    | —        | — | — |
| 1985–86 | «Боавішта» | Португалія | Ліга Сагреш | 23    | —       | 0    | —        | — | — |
| 1986–87 | «Боавішта» | Португалія | Ліга Сагреш | 15    | —       | 0    | —        | — | — |
| 1987–88 | «Боавішта» | Португалія | Ліга Сагреш | 36    | —       | 0    | —        | — | — |
| 1988–89 | «Боавішта» | Португалія | Ліга Сагреш | 5     | —       | 0    | —        | — | — |
| 1989–90 | «Боавішта» | Португалія | Ліга Сагреш | 18    | —       | 0    | —        | — | — |
| 1990–91 | «Боавішта» | Португалія | Ліга Сагреш | 25    | —       | 0    | —        | — | — |
| 1991–92 | «Боавішта» | Португалія | Ліга Сагреш | 13    | —       | 0    | —        | — | — |
| 1992–93 | «Боавішта» | Португалія | Ліга Сагреш | 14    | —       | 0    | —        | — | — |
| 1993–94 | «Боавішта» | Португалія | Ліга Сагреш | 33    | —       | 0    | —        | — | — |
| 1994–95 | «Боавішта» | Португалія | Ліга Сагреш | 23    | —       | 0    | —        | — | — |
| 1995–96 | «Боавішта» | Португалія | Ліга Сагреш | 9     | —       | 0    | —        | — | — |
| 1996–97 | «Боавішта» | Португалія | Ліга Сагреш | 13    | —       | 0    | —        | — | — |